# Anke Sawahn
Anke Sawahn (geboren 1943 in Dülken) ist eine deutsche Germanistin und Historikerin. Sie hat unter anderem an dem auf dem Opernplatz in Hannover errichteten Mahnmal für die ermordeten Juden Hannovers sowie am Mahnmal zur Erinnerung an jüdisches Leben in der Ohestraße mitgearbeitet.

## Schriften (Auswahl)
- Die Frauenlobby vom Land. Die Landfrauenbewegung in Deutschland und ihre Funktionärinnen 1898 bis 1948, zugleich Dissertation 2007 an der Universität Hannover, Frankfurt am Main: DLG-Verlag, 2009, ISBN 978-3-7690-0731-2; Inhaltsverzeichnis
  - Rezension von Doris Tillmann: Neueste Geschichte / A. Sawahn: Die Frauenlobby vom Land; online auf der Seite Clio-online
- Wir Frauen vom Land. Wie couragierte Landfrauen den Aufbruch wagten, DLG-Verlag, Frankfurt am Main 2010, ISBN 978-3-7690-0740-4; Inhaltsverzeichnis
- Anke Sawahn, Jens Gundlach: Jakobsweg im Paarlauf. Drei Wochen Pilgern in Frankreich, Hannover: LVH, 2008, ISBN 978-3-7859-0981-2; Inhaltsverzeichnis und Inhaltstext
- Anke Sawahn (Hrsg.): Arnum, in zwei Bänden hrsg. im Auftrag der Gemeinde Arnum, Hemmingen: Gemeinde, 1990, ISBN 978-3-9802415-0-2 und ISBN 3-9802415-0-5
  - Bd. 1: Vom Dorf zum vorstädtischen Ort. Eine Dokumentation in Fotografien, mit Texten in Deutsch, Englisch und Französisch; Inhaltsverzeichnis
  - Bd. 2: Von der Schenkung zum vorstädtischen Ort. 990–1990. Beiträge zur Geschichte von Arnum; Inhaltsverzeichnis